# Yabby You
Yabby You o Yabby U, pseudonimo di Vivian Jackson (Kingston, 14 agosto 1946 – Clarendon, 12 gennaio 2010), è stato un produttore discografico e cantante giamaicano venuto alla ribalta nei primi anni settanta attraverso i suoi lavori roots reggae auto-prodotti, intrisi di intransigente misticismo rastafariano.

## Biografia
Jackson nasce a Kingston nel 1946. Primo di dodici figli, all'età di dodici anni Jackson abbandona la casa paterna per trovare lavoro in una fornace a Waterhouse, Kingston.
A diciassette anni, gli effetti della malnutrizione lo costringono in ospedale; si ammala seriamente di artrite reumatoide. Queste condizioni di salute non gli permettono di tornare al lavoro precedente, ed è costretto a vivere di espedienti per le strade di Kingston.
La vita di strada lo avvicina alla religione ed ai luoghi del ghetto della città nei quali si sta diffondendo il Rastafarianesimo.
Ma la sua fede religiosa prende una piega nettamente diversa da quella dei rasta suoi contemporanei: la sua visione identifica la figura divina di Jah Rastafari non con l'Imperatore d'Etiopia Hailé Selassié ma con Gesù Cristo.
Dopo l'ennesima discussione filosofico-religiosa con alcuni rasta, Vivian si addormenta e in sogno sente una musica celestiale "come una strana cosa, nei miei pensieri - come un angelo che canta" che gli dà l'ispirazione per comporre Conquering Lion, suo primo brano.
Ha difficoltà a trovare il denaro per effettuare la registrazione, ma alla fine il singolo viene registrato e pubblicato verso la fine del 1972, accreditato a Vivian Jackson and the Ralph Brothers (gruppo composto dai suoi amici musicisti Leroy "Horsemouth" Wallace, Aston "Family Man" Barrett e Earl "Chinna" Smith, che registrano la canzone senza ricevere alcun compenso).
La popolarità del brano, inciso per King Tubby, con il suo caratteristico coro iniziale ("Be-you, yabby-yabby-you"), fa guadagnare a Jackson il soprannome di Yabby You, che gli è rimasto per l'intera sua carriera.
Nei mesi successivi effettua la registrazione di alcuni singoli, pubblicati con nomi diversi su diverse etichette discografiche (anche se di solito accreditati a Vivian Jackson and the Prophets e spesso con una version di King Tubby sul lato b) che culminano con la pubblicazione dell'album Conquering Lion.
Il corrispondente album dub, mixato da King Tubby, King Tubby's Prophesy of Dub, anche se viene pubblicato con una tiratura limitata a sole 500 copie, contribuisce ad affermare Jackson come un artista roots.
Il successo ottenuto con i primi due album gli permette di affermarsi anche come produttore, sia con artisti esordienti che già affermati, tra cui Wayne Wade, Michael Rose, Tommy McCook, Michael Prophet, Big Youth, Trinity, Dillinger e Tapper Zukie, continuando nel contempo a pubblicare anche proprio materiale.
Jackson ha continuato a registrare, produrre ed esibirsi (spesso con l'aiuto di stampelle) fino alla metà degli anni 1980.
Egli è riemerso nei primi anni 1990, pubblicando sia materiale vecchio sia nuovo e i suoi vecchi dischi sono stati oggetto di numerose ristampe di qualità negli ultimi anni, in particolare ad opera della label inglese Blood and Fire.
Nel 2000 ha pubblicato un progetto di remix di singoli con Glen Brown;
L'album include il remix di Conquering Lion ad opera di Smith and Mighty e un remix di Glen Brown da parte di Small Axe e Terminal Head.
È morto il 12 gennaio 2010, a 63 anni, a seguito di un aneurisma cerebrale.

## Discografia
- 1975 – Conquering Lion (Vivian Jackson)
- 1975 – Ram A Dam (Lucky)
- 1976 – King Tubby's Prophesy of Dub (Prophets, ripubblicato nel 1994 da Blood and Fire)
- 1977 – Chant Down Babylon Kingdom (Nationwide, ripubblicato come King Tubby Meets Vivian Jackson (Yabby You))
- 1977 – Deliver Me from My Enemies (Grove Music)
- 1978 – Beware (Grove Music, ripubblicato nel 1991 da ROIR)
- 1979 – Yabby You & Michael Prophet - Vocal & Dub (Prophet)
- 1979 – Yabby U & Trinity) - Yabby You Meets Trinity At Dub Station (Yabby U)
- 1980 – Jah Jah Way (Island)
- 1981 – Yabby You & Michael Prophet & Scientist) - Yabby You & Michael Prophet Meets Scientist At The Dub Station (Prophet)
- 1982 – African Queen (Clappers)
- 1982 – Yabby You & King Tubby - Time to Remember (Prophet)
- 1982 – Yabby You & Michael Prophet & Wayne Wade - Prophecy (WLN)
- 1982 – Yabby You & Tommy McCook - Yabby U Meets Sly & Robbie Along With Tommy McCook (WLN)
- 1983 – One Love, One Heart
- 1984 – The Yabby You Collection (Greensleeves)
- 1991 – Fleeing from the City (Shanachie)
- 1993 – Yabby You & Mad Professor & Black Steel - Yabby You Meets Mad Professor & Black Steel in Ariwa Studio
- 1997 – Jesus Dread (1972-1977) (Blood and Fire)
- 2002 – Dub It to the Top (1976-1979) (Blood and Fire)
- Yabby You Meets Sly & Robbie At The Mixing Lab Studio (Prophet)
- Yabby You & Michael Prophet - Yabby You Meets Michael Prophet In Dub (Prophet)
- Yabby You Meets Tommy McCook In Dub (Sounds Of The 70's) (Peacemaker)
- Hits of The Past Vol. 2 (Prophet)
- Yabby You Presents King Tubby's Boom Sounds Vol 4 (Prophet)